# Відкритий чемпіонат Франції з тенісу 2014
Відкри́тий чемпіона́т Фра́нції з те́нісу 2014 (відомий також як Ролан Гаррос на честь знаменитого французького авіатора) — тенісний турнір, який проводиться на відкритому повітрі на ґрунтових кортах. Це 113 Відкритий чемпіонат Франції, другий турнір Великого шолома в календарному році. Турнір проходив на Стад Ролан Гаррос у Парижі з 25 травня по 8 червня 2014 року.

## Результати фінальних матчів

#### Одиночний розряд. Чоловіки
- Рафаель Надаль переміг  Новака Джоковича, 3–6, 7–5, 6–2, 6–4

#### Одиночний розряд. Жінки
- Марія Шарапова перемогла  Сімону Халеп, 6-4, 5-7, 6-4

#### Парний розряд. Чоловіки
- Жульєн Беннето /  Едуар Роже-Васслен перемогли пару  Марсель Гранольєрс /  Марк Лопес, 6–3, 7–6(7–1)

#### Парний розряд. Жінки
- Сє Шувей /  Пен Шуай перемогли пару   Сара Еррані /  Роберта Вінчі, 6–4, 6–1

#### Мікст
- Анна-Лена Гренефельд /  Жан-Жульєн Роєр перемогли пару  Юлія Гергес /  Ненад Зімоньїч, 4–6, 6–2, [10–7]

### Юніори

#### Хлопці. Одиночний розряд
- Андрій Рубльов переміг  Жайме Антоні Мунара Клара, 6–2, 7–5

#### Дівчата. Одиночний розряд
- Дарія Касаткіна перемогла  Івану Йорович, 6–7(5–7), 6–2, 6–3

#### Хлопці. Парний розряд
- Банжамен Бонзі /  Квантен Аліс перемогли пару  Лукас Мідлер /  Акіра Сантіллан, 6–3, 6–3

#### Дівчата. Парний розряд
- Йоана Дуку /  Йоана Лоредана Рошка перемогли пару  Сісі Белліс /  Маркета Вондроушова, 6–1, 5–7, [11–9]